# Cơ cấu gián đoạn

Nguyên tắc làm việc của một cơ cấu chữ thập tiếng Malta hoặc cơ cấu man

Hoạt hình của một màn trập xoay. Phim được vận chuyển một khung hình khi màn trập chặn ánh sáng của phim.

Cơ cấu gián đoạn hoặc chuyển động không liên tục là thiết bị trong phim thường được cải tiến và sau đó được giữ tại chỗ trong một khoảng thời gian ngắn trong máy quay phim hoặc máy chiếu bóng. Điều này trái ngược với một cơ cấu liên tục, theo đó bộ phim liên tục chuyển động và hình ảnh được giữ ổn định bằng phương pháp quang học hoặc điện tử. Lý do cơ cấu không liên tục "hoạt động" với người xem là vì một hiện tượng được gọi là hiện tượng lưu ảnh.

## Lịch sử
Các cơ cấu gián đoạn được sử dụng lần đầu tiên trong các máy may, để vải được đưa vào một cách chính xác - đảm bảo nó đứng yên khi mỗi mũi khâu được tạo ra, trong khi di chuyển khoảng cách cần thiết giữa các mũi khâu.

## Phương pháp sử dụng

Cơ cấu cải tiến phim trong máy chiếu phim Luch-2 8 mm của Liên Xô, dựa trên hình tam giác Reuleaux.

Cơ cấu gián đoạn phải được sử dụng cùng với một màn trập xoay, ngăn chặn sự truyền ánh sáng trong quá trình chuyển động của phim và cho phép ánh sáng xuyên qua trong khi phim được giữ tại chỗ thường bằng một hoặc nhiều chân ghi. Cơ chế không liên tục có thể được thực hiện bằng nhiều cách, nhưng thông thường nhất, nó được thực hiện với bánh xe xích, vấu kẹp hoặc ghim kết hợp với cơ cấu truyền động của máy ảnh hoặc máy chiếu.
Trong các máy chiếu rạp chiếu phim, chuyển động không liên tục thường được tạo ra bởi một cơ cấu man (cơ cấu chữ thập tiếng Malta).
Tuy nhiên, trong máy quay phim, nó được thực hiện thông qua quá trình màn trập mở để lộ phim âm bản ra ánh sáng trong một giây (tiêu chuẩn cho chuyển động thường xuyên ở Bắc Mỹ là 1/48 giây, tương ứng 180 độ, nhưng cửa chớp với 200 độ đã trở lại phổ biến khi phim âm bản màu có sẵn sau đó có ASA là 50; phim âm bản màu ngày nay có sẵn với ASA là 500), sau đó màn trập đóng ánh sáng chặn ánh sáng tiếp cận âm bản. Khi màn trập hoàn toàn đóng lại, một vấu kẹp kéo xuống khung hình phim tiếp theo của phim âm bản bằng các lỗ bánh xích vào cổng phim và quá trình lại bắt đầu. Một máy chiếu phim hoạt động theo cách tương tự.